# Myriam Sylla
Myriam Fatime Sylla (Palermo, 8 de janeiro de 1995) é uma jogadora de voleibol italiana que atua na posição de ponteira.

## Carreira

### Clube
Nascida em Palermo de pais costa-marfinenses, mudou-se ainda jovem com a família para Valgreghentino, na região da Lombardia, onde começou a jogar voleibol nos times juvenis de Grenta e posteriormente de Olginate e Amatori Orago.
Na temporada 2013–14, se mudou para o Foppapedretti Bergamo, clube onde permaneceu por cinco anos, vencendo a Copa da Itália de 2015–16.
Na temporada 2018–19, ingressou no Imoco Volley Conegliano, também na Série A1, com o qual conquistou três Supercopas Italiana, dois Campeonatos Italiano, o Campeonato Mundial de Clubes de 2019, duas Copas da Itália e a Liga dos Campeões de 2020–21.

### Seleção
Sylla estreou na seleção adulta italiana no Grand Prix de 2015, onde terminou na quinta colocação. No ano seguinte, em sua primeira participação olímpica, ficou em nono lugar nos Jogos Olímpicos do Rio. Em 2017, disputando a última edição do extinto Grand Prix, Sylla conquistou o vice-campeonato do torneio após perder a final para a seleção brasileira por 3 seta a 2. No ano seguinte, se tornou vice-campeã mundial. Disputando o primeiro campeonato mundial de sua carreira, a ponteira foi derrotada pela seleção sérvia no tie-break no Campeonato Mundial de 2018.
Em 2021, disputando sua segunda olimpíada, caiu nas quartas de final nos Jogos Olímpicos de Tóquio para a seleção da Sérvia. No mesmo ano conquistou o título do Campeonato Europeu de 2021.

## Títulos
Imoco Volley
- Mundial de Clubes: 2019
- Liga dos Campeões: 2020–21
- Campeonato Italiano: 2018–19, 2020–21, 2021–22
- Copa da Itália: 2015–16, 2019–20, 2020–21, 2021–22
- Supercopa Italiana: 2018, 2019, 2020

## Clubes
| Anos      | Clube                       |
| --------- | --------------------------- |
| 2011–2013 | MC Carnaghi Villa Cortese B |
| 2013–2018 | Foppapedretti Bergamo       |
| 2018–2022 | Imoco Volley Conegliano     |
| 2022–     | Allianz Vero Volley Milano  |

## Prêmios individuais
- 2018: Campeonato Mundial – Melhor ponteira
- 2019: Campeonato Europeu – Melhor ponteira
- 2021: Campeonato Europeu – Melhor ponteira
- 2022: Campeonato Mundial – Melhor ponteira
- 2025: Liga das Nações - Melhor atacante (ao lado da brasileira Gabi Guimarães)